# Portugál labdarúgókupa
A portugál labdarúgókupa vagy portugál kupa (portugálul: Taça de Portugal) a legrangosabb nemzeti labdarúgókupa Portugáliában, amelyet először 1938-ban rendeztek meg. Azt megelőzően 1922 és 1938 között egy hasonló lebonyolítású, de külön kupasorozatot rendeztek Campeonato de Portugal néven. A győztes gyakorlatilag elnyerte a portugál bajnoki címet és megkapta azt a serleget, amely jelenleg a kupagyőztesnek jár, de ma már ezek a győzelmek nem számítanak bele a bajnoki címek illetve kupagyőzelmek számába.  
A legsikeresebb klub a Benfica, amely eddig 26 alkalommal hódította el a trófeát.
A portugál kupa az ország második legrangosabb labdarúgó versenykiírása, a portugál bajnokság után. A kupa győztese jogán Portugália csapatot indíthat az Európa ligában.

## Eddigi győztesek

### Campeonato de Portugal
| Év   | Győztes       | Eredmény           | Ezüstérmes        |
| ---- | ------------- | ------------------ | ----------------- |
| 1922 | FC Porto      | 2-1 , 0-2 , 3-1 új | Sporting          |
| 1923 | Sporting      | 3-0                | Académica Coimbra |
| 1924 | Olhanense     | 4-2                | FC Porto          |
| 1925 | FC Porto      | 2-1                | Sporting          |
| 1926 | Marítimo      | 2-0                | Belenenses        |
| 1927 | Belenenses    | 3-0                | Vítória           |
| 1928 | Carcavelinhos | 3-1                | Sporting          |
| 1929 | Belenenses    | 2-1                | União Lissabon    |
| 1930 | Benfica       | 3-1 hu             | Barreirense       |

| Év   | Győztes    | Eredmény    | Ezüstérmes  |
| ---- | ---------- | ----------- | ----------- |
| 1931 | Benfica    | 3-0         | FC Porto    |
| 1932 | FC Porto   | 4-4 új, 2-1 | Belenenses  |
| 1933 | Belenenses | 3-1         | Sporting    |
| 1934 | Sporting   | 4-3 hu      | Barreirense |
| 1935 | Benfica    | 2-1         | Sporting    |
| 1936 | Sporting   | 3-1         | Belenenses  |
| 1937 | FC Porto   | 3-2         | Sporting    |
| 1938 | Sporting   | 3-1         | Benfica     |

### Taça de Portugal
| Év                     | Győztes           | Eredmény     | Ezüstérmes         |
| ---------------------- | ----------------- | ------------ | ------------------ |
| 1939                   | Académica Coimbra | 4-3          | Benfica            |
| 1940                   | Benfica           | 3-1          | Belenenses         |
| 1941                   | Sporting          | 4-1          | Belenenses         |
| 1942                   | Belenenses        | 2-0          | Vitória Guimarães  |
| 1943                   | Benfica           | 5-1          | Vitória            |
| 1944                   | Benfica           | 8-0          | GD Estoril-Praia   |
| 1945                   | Sporting          | 1-0          | Olhanense          |
| 1946                   | Sporting          | 4-2          | Atletico Lissabon  |
| 1947 nem rendezték meg |                   |              |                    |
| 1948                   | Sporting          | 3-1          | Belenenses         |
| 1949                   | Benfica           | 2-1          | Atlético           |
| 1950 nem rendezték meg |                   |              |                    |
| 1951                   | Benfica           | 5-1          | Académica Coimbra  |
| 1952                   | Benfica           | 5-4          | Sporting           |
| 1953                   | Benfica           | 5-0          | FC Porto           |
| 1954                   | Sporting          | 3-2          | Vitória            |
| 1955                   | Benfica           | 2-1          | Sporting           |
| 1956                   | FC Porto          | 2-0          | SC União Torreense |
| 1957                   | Benfica           | 3-1          | Sporting Covilhã   |
| 1958                   | FC Porto          | 1-0          | Benfica            |
| 1959                   | Benfica           | 1-0          | FC Porto           |
| 1960                   | Belenenses        | 2-1          | Sporting           |
| 1961                   | Leixões SC        | 2-0          | FC Porto           |
| 1962                   | Benfica           | 3-0          | Vitória            |
| 1963                   | Sporting          | 4-0          | Vitória Guimarães  |
| 1964                   | Benfica           | 6-2          | FC Porto           |
| 1965                   | Vitória           | 3-1          | Benfica            |
| 1966                   | SC Braga          | 1-0          | Vitória            |
| 1967                   | Vitória           | 3-2          | Académica Coimbra  |
| 1968                   | FC Porto          | 2-1          | Vitória            |
| 1969                   | Benfica           | 2-1          | Académica Coimbra  |
| 1970                   | Benfica           | 3-1          | Sporting           |
| 1971                   | Sporting          | 4-1          | Benfica            |
| 1972                   | Benfica           | 3-2          | Sporting           |
| 1973                   | Sporting          | 3-2          | Vitória            |
| 1974                   | Sporting          | 2-1          | Benfica            |
| 1975                   | Boavista FC       | 2-1          | Benfica            |
| 1976                   | Boavista          | 2-1          | Vitória Guimarães  |
| 1977                   | FC Porto          | 1-0          | SC Braga           |
| 1978                   | Sporting          | 1-1 hu, 2-1  | FC Porto           |
| 1979                   | Boavista          | 1-1 új , 1-0 | Sporting           |

| Év   | Győztes           | Eredmény    | Ezüstérmes        |
| ---- | ----------------- | ----------- | ----------------- |
| 1980 | Benfica           | 1-0         | FC Porto          |
| 1981 | Benfica           | 3-1         | FC Porto          |
| 1982 | Sporting          | 4-0         | SC Braga          |
| 1983 | Benfica           | 1-0         | FC Porto          |
| 1984 | FC Porto          | 4-1         | Rio Ave FC        |
| 1985 | Benfica           | 3-1         | FC Porto          |
| 1986 | Benfica           | 2-0         | Belenenses        |
| 1987 | Benfica           | 2-1         | Sporting          |
| 1988 | FC Porto          | 1-0         | Vitória Guimarães |
| 1989 | Belenenses        | 2-1         | Benfica           |
| 1990 | Amadora           | 1-1 új, 2-0 | SC Farense        |
| 1991 | FC Porto          | 3-1         | SC Beira-Mar      |
| 1992 | Boavista          | 2-1         | FC Porto          |
| 1993 | Benfica           | 5-2         | Boavista          |
| 1994 | FC Porto          | 0-0 új, 2-1 | Sporting          |
| 1995 | Sporting          | 2-0         | Marítimo          |
| 1996 | Benfica           | 3-1         | Sporting          |
| 1997 | Boavista          | 3-2         | Benfica           |
| 1998 | FC Porto          | 3-1         | SC Braga          |
| 1999 | Beira-Mar         | 1-0         | Campomaiorense    |
| 1900 | FC Porto          | 1-1 új, 2-0 | Sporting          |
| 2001 | FC Porto          | 2-0         | Marítimo          |
| 2002 | Sporting          | 1-0         | Leixões SC        |
| 2003 | FC Porto          | 1-0         | UD Leiria         |
| 2004 | Benfica           | 2-1 hu      | FC Porto          |
| 2005 | Vitória           | 2-1         | Benfica           |
| 2006 | FC Porto          | 1-0         | Vitória           |
| 2007 | Sporting          | 1-0         | Belenenses        |
| 2008 | Sporting          | 2-0 hu      | FC Porto          |
| 2009 | FC Porto          | 1-0         | Paços Ferreira    |
| 2010 | FC Porto          | 2-1         | GD Chaves         |
| 2011 | FC Porto          | 6-2         | Vitória Guimarães |
| 2012 | Académica Coimbra | 1-0         | Sporting          |
| 2013 | Vitória Guimarães | 2-1         | Benfica           |
| 2014 | Benfica           | 1-0         | Rio Ave FC        |
| 2015 | Sporting          | 2-2 t: 3-1  | SC Braga          |
| 2016 | SC Braga          | 2-2 t: 4-2  | FC Porto          |
| 2017 | Benfica           | 2-1         | Vitória SC        |
| 2018 | CD Aves           | 2-1         | Sporting          |
| 2019 | Sporting          | 2-2 t: 5-4  | FC Porto          |
| 2020 | FC Porto          | 2-1         | Benfica           |

### Dicsőségtábla
| Győztes | Ezüstérmes | Klub              | Győztes évek: |   | Ezüstérmes         | Klub |
| ------- | ---------- | ----------------- | --- | - | ------------------ | ---- |
| 26      | 11         | Benfica           | 1940, 1943, 1944, 1949, 1951, 1952, 1953, 1955, 1957, 1959, 1962, 1964, 1969, 1970, 1972, 1980, 1981, 1983, 1985, 1986, 1987, 1993, 1996, 2004, 2014, 2017 | 2 | Atletico Lissabon  |      |
| 17      | 13         | FC Porto          | 1956, 1958, 1968, 1977, 1984, 1988, 1991, 1994, 1998, 2000, 2001, 2003, 2006, 2009, 2010, 2011, 2020                                                       | 2 | Marítimo           |      |
| 17      | 12         | Sporting          | 1941, 1945, 1946, 1948, 1954, 1963, 1971, 1973, 1974, 1978, 1982, 1995, 2002, 2007, 2008, 2015, 2019                                                       | 2 | Rio Ave FC         |      |
| 05      | 01         | Boavista FC       | 1975, 1976, 1979, 1992, 1997 | 1 | GD Estoril-Praia   |      |
| 03      | 05         | CF Os Belenenses  | 1942, 1960, 1989 | 1 | SC Olhanense       |      |
| 03      | 07         | Vitória Setúbal   | 1965, 1967, 2005 | 1 | SC União Torreense |      |
| 02      | 03         | Académica Coimbra | 1939, 2012 | 1 | Sporting Covilhã   |      |
| 01      | 01         | Leixões SC        | 1961 | 1 | SC Farense         |      |
| 02      | 03         | SC Braga          | 1966, 2016 | 1 | SC Campomaiorense  |      |
| 01      | 0          | Amadora           | 1990 | 1 | UD Leiria          |      |
| 01      | 01         | Beira-Mar         | 1999 | 1 | Paços Ferreira     |      |
| 01      | 06         | Vitória Guimarães | 2013 | 1 | GD Chaves          |      |
| 01      | 0          | CD Aves           | 2018 |   |                    |      |

## Lásd még
- Portugál labdarúgó-szuperkupa

## Külső hivatkozások
- Kupadöntők és eredmények az rsssf.com-on (angolul)